# Carrie-Anne Moss
Carrie-Anne Moss (nascuda el 21 d'agost de 1967) és una actriu canadenca. Després dels primers papers a la televisió, va aconseguir protagonisme internacional pel seu paper de Trinity a la sèrie The Matrix (1999-present). Ha protagonitzat Memento (2000), pel qual va guanyar el premi Independent Spirit a la millor actriu secundària, Red Planet (2000), Chocolat (2000), Fido (2006), Snow Cake (2006) pel qual va guanyar el premi Genie per Millor actriu secundària, Disturbia (2007), Unthinkable (2010), Silent Hill: Revelation (2012) i Pompeia (2014). També va interpretar a Jeri Hogarth en diverses sèries de televisió produïdes per Marvel Television per a Netflix, sobretot Jessica Jones (2015-2019).

## Biografia
Carrie-Anne Moss va néixer el 21 d'agost de 1967 en Burnaby, Columbia Britànica (el Canadà). Filla de Barbara Moss i Melvyn Moss, en la seva infantesa, va viure a la ciutat de Vancouver. Quan tenia onze anys va entrar en el Teatre musical de nens de Vancouver i després va fer un tour per Europa amb el Cor de l'Escola Secundària Magee en el seu últim any. Després d'això, es va involucrar en l'Acadèmia Americana d'Arts Dramàtiques en Pasadena, Califòrnia, fins que va tornar al Canadà. En 1985 es va mudar de Vancouver a Toronto i es va fer model. Durant el seu període com a model, a la fi dels anys 80, va anar a Espanya i al Japó.
Estant a Espanya va aconseguir un paper en la sèrie dramàtica Dark Justice, la seva primera aparició en la televisió. Es va anar de Barcelona a Los Angeles (Califòrnia) per a aparèixer en la sèrie en 1992. Però el seu cop de sort va arribar quan va ser triada per a representar a Trinity, una hacker clandestina, en The Matrix, que s'estrenaria en 1999 amb gran èxit a nivell mundial. Després d'aquesta, es van fer dues pel·lícules més que van tancar la trilogia, The Matrix Reloaded i The Matrix Revolutions i finalment.The Matrix Resurrections en la qual també va participar. També va tenir un paper destacat en Memento (2000), interpretant a Natalie.
Entre 2015 i 2019 va interpretar a Jeri Hogarth en la sèrie de Netflix Jessica Jones, produïda per Marvel Television i basada en el personatge del mateix nom dels còmics de Marvel. A més, va interpretar el mateix paper en tres altres sèries de Marvel en Netflix, Daredevil, Iron Fist i The Defenders.
En el 2016 va participar en la segona temporada de la sèrie de televisió Humans.
En 2021 torna al paper de Trinity en el quart lliurament de la saga de Matrix, titulada The Matrix Resurrections.
En 2022 interpreta a Tilda van der Meer, una dona que té una connexió amb el passat distant en el videojoc Horizon Forbidden West.

## Vida personal
Carrie-Anne Moss es va casar amb l'actor Steven Roy en 1999. Van tenir un fill en l'estiu de 2003. El seu segon fill va néixer al novembre de 2005 i el tercer en 2009.

## Filmografia (parcial)

### Cinema, televisió i videojocs
| Any       | Títol                           | Paper                  | Notes                             |
| --------- | ------------------------------- | ---------------------- | --------------------------------- |
| 1993      | Flashfire                       | Meredith Neal          |                                   |
| 1993      | Matrix TV Series                | Liz Teal               |                                   |
| 1994      | The Soft Kill                   | Jane Tanner            |                                   |
| 1996      | Sabotage                        | Louise Castle          |                                   |
| 1996      | Terrified (Evil never sleeps)   | Tracy                  |                                   |
| 1996      | 364 Girls a Year                |                        |                                   |
| 1997      | Lethal Tender                   | Melissa Wilkins        |                                   |
| 1997      | The Secret Life of Algernon     | Madge Clerisy          |                                   |
| 1999      | The Matrix                      | Trinity                |                                   |
| 1999      | New Blood                       | Leigh                  |                                   |
| 2000      | Chocolat                        | Caroline Clairmont     |                                   |
| 2000      | Planeta rojo                    | Comandante Kate Bowman |                                   |
| 2000      | Memento                         | Natalie                |                                   |
| 2000      | The Crew                        | Detective Olivia Neal  |                                   |
| 2003      | The Matrix Reloaded             | Trinity                |                                   |
| 2003      | Enter the Matrix                | Trinity                | Videojoc                          |
| 2003      | The Matrix Revolutions          | Trinity                |                                   |
| 2003      | The Animatrix                   | Trinity                | Veu                               |
| 2004      | Suspect Zero                    | Fran Kulok             |                                   |
| 2005      | The Chumscrubber                | Jerri Falls            |                                   |
| 2005      | Confessions of an Action Star   | Ella misma             |                                   |
| 2006      | Fido                            | Helen Robinson         |                                   |
| 2006      | Snow Cake                       | Maggie                 |                                   |
| 2006      | Siempre hay una primera vez     | Diane                  |                                   |
| 2007      | Disturbia                       | Julie                  |                                   |
| 2007      | Normal                          | Catherine              |                                   |
| 2008      | Fireflies in the Garden         | Kelly Hanson           |                                   |
| 2009      | Love Hurts                      | Amanda Bingham         |                                   |
| 2010      | Unthinkable                     | Agente Helen Brody     |                                   |
| 2010      | Mass Effect 2                   | Aria T'loak            | Videojoc                          |
| 2011      | Silent Hill: Revelation 3D      | Claudia Wolf           |                                   |
| 2011      | Chuck                           | Gertrude Verbanski     | Sèrie de televisió                |
| 2012      | Mass Effect 3                   | Aria T'loak            | Videojoc                          |
| 2013      | Compulsion                      | Saffron                |                                   |
| 2014      | Pompeya                         | Reina Aurelia de Roma  |                                   |
| 2014      | Crossing Lines                  | Det. Amanda Andrews    | Sèrie de televisió                |
| 2015-2016 | Daredevil                       | Jeri Hogarth           | Personatge recurrent (2 episodis) |
| 2015-2019 | Jessica Jones                   | Jeri Hogarth           | Sèrie de Netflix                  |
| 2015      | Pirates Passage                 | Kerstin Hawkings       | Veu                               |
| 2016      | Humans                          | Dra. Athena Morrow     | Serie de televisión               |
| 2017      | Mente en llamas (Brain on Fire) | Rhona Nack             |                                   |
| 2017      | Iron Fist                       | Jeri Hogarth           | Sèrie de Netflix                  |
| 2017      | The Defenders                   | Jeri Hogarth           | Sèrie de Netflix                  |
| 2017      | Nunca digas su nombre           | Detective Shaw         |                                   |
| 2021      | The Matrix Resurrections        | Trinity                |                                   |
| 2023      | The Acolyte                     |                        |                                   |

## Premis i nominacions
| Any  | Obres nominades        | Premis                                                                              | Resultat   |
| ---- | ---------------------- | ----------------------------------------------------------------------------------- | ---------- |
| 1997 | Due South              | Gemini Award for Best Guest Actress in a Drama                                      | Nominada   |
| 1999 | The Matrix             | Empire Award for Best Newcomer (tied with Damien O'Donnell)                         | Va guanyar |
| 1999 | The Matrix             | MTV Movie Award for Breakthrough Female Performance                                 | Nominada   |
| 1999 | The Matrix             | Saturn Award for Best Actress                                                       | Nominada   |
| 2000 | Chocolat               | Screen Actors Guild Award for Outstanding Performance by a Cast in a Motion Picture | Nominada   |
| 2000 | Memento                | Independent Spirit Award for Best Supporting Female                                 | Va guanyar |
| 2000 | Memento                | Las Vegas Film Critics Society Award for Best Supporting Actress                    | Nominada   |
| 2003 | The Matrix Revolutions | Teen Choice Award for Choice Movie Actress – Drama/Action Adventure                 | Nominada   |
| 2006 | Fido                   | Vancouver Film Critics Circle Award for Best Actress in a Canadian Film             | Va guanyar |
| 2006 | Snow Cake              | Genie Award for Best Performance by an Actress in a Supporting Role                 |            |